# Henuttaui
Henuttaui (... – Tebe, ...; fl. XIII secolo a.C.) è stata una principessa egizia della XIX dinastia, figlia del faraone Ramses II e della regina Nefertari.
| V28 | W10 · X1 | Z4 · N16 | B1 |

ḥn.t t3.wy ("Signora delle Due Terre")

## Biografia
Era figlia del faraone Ramses II e della Grande Sposa Reale Nefertari, nonché sorellastra del faraone Merenptah, figlio della seconda consorte Isinofret. Nell'usuale lista delle figlie di Ramesse, incisa in vari templi, Henuttaui compare diciassettesima, e come seconda delle figlie che Nefertari diede sicuramente al re.
Di lei non abbiamo notizie certe, se non alcune raffigurazioni che la ritraggono insieme al padre o alla sua famiglia.